# Pantà de Santa Anna
Pantà de Santa Anna är en reservoar i Spanien.   Den ligger i provinsen Província de Lleida och regionen Katalonien, i den nordöstra delen av landet, 400 km öster om huvudstaden Madrid. Pantà de Santa Anna ligger 372 meter över havet. Arean är 1,6 kvadratkilometer. 
Den sträcker sig 3,1 kilometer i nord-sydlig riktning, och 1,1 kilometer i öst-västlig riktning.